# Consolidated Edison East River Generating Station
Die Consolidated Edison East River Generating Station ist ein von Consolidated Edison betriebenes Kombikraftwerk mit Kraft-Wärme-Kopplung in New York City, das mit Öl und Erdgas betrieben wird. Die Anlage hat eine elektrische Leistung von 700 MW und kann stündlich etwas 2630 Tonnen Dampf in das umfangreiche Dampfnetz von Manhattan einspeisen, was etwas der Hälfte des dortigen Bedarfs entspricht. An das Unterwerk des Kraftwerks sind acht 345 kV-Hochspannungsleitungen angeschlossen.
Das Kraftwerk befindet sich am East River in Lower Manhattan. Die 14th Street führt durch das Werkareal und ist in diesem Bereich für die öffentliche Nutzung gesperrt.

## Geschichte
Das Kraftwerk wurde 1926 in Betrieb genommen. An der Eröffnungsfeier nahm Marie von Edinburgh, Königin von Rumänien, teil, die durch das Umlegen eines Schalters die Anlage in Gang setzte. Das Kraftwerk hatte damals eine Leistung von 73 MW (100.000 PS).
Die mit Kohle betriebenen Dampfturbinenblöcke 6 und 7 wurden 1951 und 1955 hinzugefügt und in den späten 1960er Jahren auf Zweistoffbetrieb mit Öl und Erdgas umgestellt. Block 6 hat eine Leistung von 156 MW, während Block 7 eine Leistung von 200 MW aufweist. Ende der 1960er Jahre wurden auch zehn kleinere Kessel installiert, die Dampf für das Dampfnetz erzeugen.
Um 2001 wurden fünf neue Kessel installiert, und 2005 wurde die Anlage mit zwei General Electric-Gasturbineen des Typs 7FA.03 sowie zwei Abhitzekesseln erweitert. Jede der Gasturbinen hat eine Leistung von 180 MW. Diese neuen Blöcke tragen die Nummern 1 und 2.
| Block Nr. | Brennstoff                  | Leistung | Technik      | Betriebsaufnahme |
| --------- | --------------------------- | -------- | ------------ | ---------------- |
| 1         | Erdgas oder Kerosin         | 180 MW   | Gasturbine   | 2005             |
| 2         | Erdgas oder Kerosin         | 180 MW   | Gasturbine   | 2005             |
| 6         | Erdgas oder Heizöl, Abhitze | 156 MW   | Dampfturbine | 1951             |
| 7         | Erdgas oder Heizöl          | 200 MW   | Dampfturbine | 1955             |